# 興善寺 (奈良市十輪院畑町)
興善寺（こうぜんじ）は、奈良市十輪院畑町にある、浄土宗の寺院。山号は法輪山。

## 歴史
創建の詳細は不詳だが、古くは元興寺の「奥之院、奥之坊」であったといわれ、元興寺の子院であったと伝わる。天正年間に慶誉和尚が堂を建立して中興し、知恩院に属した。慶長8年（1603年）3月9日、興善寺内地子の赦免状が出されている。

## 伽藍

### 本堂
桁行柱間三間（実長五間）、梁行柱間五間（実長五間）、広縁を巡らせている。寄棟造・本瓦葺、正面に一間の向拝を持つ。慶安2年（1649年）、第7世長誉上人による再建である。
本堂脇壇には、善導大師・円光大師の両祖師像と、7世長誉上人の木彫像を祀る。

### 観音堂
奈良坊目拙解にも存在が残されている。中央に木造阿弥陀如来立像、左に十一面観音立像、役行者像、弘法大師像、右に不動明王像を祀る。このうち阿弥陀像、役行者像等はもと公納堂にあったもので、現在も毎月公納堂町の人々が参詣する。

### 納骨位牌堂
平成4年まで、鐘楼があった。鐘楼は梵鐘が戦時供出されたため堂のみが残っていたが、納骨堂に建て替えられた。内部には石仏の阿弥陀三尊像を祀っている。

## 文化財

### 重要文化財
- 源空、証空等自筆消息 2巻（附：木造阿弥陀如来立像1躯、漆塗筒形納骨器1箇）

本尊の木造阿弥陀如来立像の像内より、1962年（昭和37年）に源空、証空らの自筆消息が発見された。紙背に結縁交名が記され、別に漆塗筒形納骨器も取り出され、本尊含めいずれも重要文化財に指定された。源空の書状は絶無といわれており、証空らの真筆も極めて稀であったため、非常に重要な発見であった。
本尊の右足枘内外側に墨痕がかすかに見られ、原銘の一部と見られている。左足枘内外側には、この阿弥陀像がもと東山内田原（今の奈良市都祁辺り）にあったと後筆で銘記されている。紀年は「◻︎正十七年四月廿◻︎日」と読め、地元を離れる際に記されたと思われるが、永正17年（1520年）か天正17年（1589年）かははっきりしない。

### その他
- 石造阿弥陀三尊像

鎌倉時代の造立である大きな阿弥陀石仏を、位牌納骨堂に安置している。中尊に阿弥陀如来、両脇侍に観音菩薩、地蔵菩薩を配した三尊仏は珍しく、室町時代に多く見られた阿弥陀・地蔵を併刻した双石仏の先駆とも見られる。